# Escut de Montagut i Oix
L'escut oficial de Montagut i Oix és un dels símbols oficials d'aquest municipi i està descrit mitjançant el següent blasonament:
Escut caironat: de gules, sembrat de creuetes d'argent; ressaltant sobre el tot un mont d'or movent de la punta somat d'un castell obert de sable sinistrat d'una església també de sable. Per timbre una corona de comte.

## Disseny
La composició de l'escut està formada sobre un fons en forma de quadrat recolzat sobre un dels seus vèrtexs, anomenat escut caironat, segons la configuració difosa a Catalunya i d'altres indrets de l'antiga Corona d'Aragó i adoptada per l'administració a les seves especificacions per al disseny oficial dels municipis dels ens locals. És de color vermell (gules) ple de creus de color gris clar o blanc (sembrat de creuetes d'argent), amb el dibuix heràldic d'un mont de color groc (or) sortint de la part inferior de l'escut (movent de la punta) i a sobre, tocant el mont (somat), una representació heràldica d'un castell merletat, amb les seves tres torres –essent la del mig, també anomenada torre mestra, més alta que la resta–, de color negre (sable), amb les portes i finestres del color del fons de l'escut (obert), amb una església de color negra (sable) a la seva dreta, l'esquerra de l'escut (sinistrat).
L'escut està acompanyat a la part superior d'un timbre en forma de corona nobiliària, que és l'adoptada pel Departament de Governació d'Administracions Locals de la Generalitat de Catalunya per timbrar els escuts dels municipis que històricament han estat cap o centre d'un principat, ducat, marquesat, comtat, vescomtat o baronia. En aquest cas, es tracta d'una corona de comte, en ser Montagut el cap d'un comtat.

## Història
Va ser aprovat el 6 de novembre de 1986 i publicat al DOGC el 3 de desembre del mateix any amb el número 342.
S'hi representa el turó de Montagut (597 m), on s'aixeca el castell de Montagut (segle xi) i la seva església, Santa Maria del Cós; el poble actual és a la plana, vora el Fluvià. El castell fou part de la baronia de Castellfollit de la Roca fins al 1599, en què va esdevenir el centre del comtat de Montagut, fet simbolitzat per la corona damunt l'escut. El camper de gules sembrat de creuetes d'argent són les armes dels Cruïlles, els primers comtes de Montagut.
L'antic escut, d'or, mostrava una església d'argent sobre d'un mont de sinople carregat d'un pal zigzagat d'argent unit a l'església. El nou escut es basa en aquest, afegint al fons les armes dels Cruïlles, i el castell de Montagut al costat de l'església.